# Gerechtsdeurwaarder
De gerechtsdeurwaarder is een openbaar ambtenaar, belast met de taken die bij of krachtens de wet, al dan niet bij uitsluiting van ieder ander, aan gerechtsdeurwaarders zijn opgedragen of voorbehouden. In de volksmond wordt vaak de term “deurwaarder” gebruikt maar dat is geen beschermd beroep. In Nederland bestaat naast de gerechtsdeurwaarder echter ook de belastingdeurwaarder, die in dienst is van de Rijksbelastingdienst of een lagere overheid zoals een gemeente of een waterschap.

## De ambtelijke taken
De gerechtsdeurwaarder is in het bijzonder belast met:
- het uitbrengen van dagvaardingen en het doen van andere betekeningen, behorende tot de rechtsingang of de instructie van gedingen;
- het doen van gerechtelijke aanzeggingen, bekendmakingen, protesten en verdere exploten;
- ontruimingen, beslagen, executoriale verkopingen, gijzelingen en andere handelingen, behorende tot of vereist voor de uitvoering van executoriale titels dan wel voor de bewaring van rechten;
- het doen van protesten van non-acceptatie of non-betaling van wissels, orderbiljetten en dergelijke en het opmaken van een akte van interventie aan de voet van het protest;
- het ambtelijk toezicht bij vrijwillige openbare verkopingen van roerende lichamelijke zaken bij opbod, bij opbod en afslag, of bij afslag.

### Dagvaarden
Een proces start niet eerder dan nadat een dagvaarding door de deurwaarder is betekend. Het dagvaarden van een gedaagde wordt in opdracht van de eiser door een gerechtsdeurwaarder gedaan. Alvorens de dagvaarding wordt betekend, is het voor de gerechtsdeurwaarder verplicht om een controle in de Basisregistratie Persoons Gegevens te doen. De gerechtsdeurwaarder moet de dagvaarding vervolgens uitbrengen door middel van een exploot. Hiermee wordt de gedaagde partij geacht kennis te hebben genomen van de procedure die tegen hem gestart is. In 2005 zijn er in Nederland in totaal 650.000 dagvaardingen uitgereikt. Op basis van cijfers van de KBvG zijn de afgelopen vier jaren weer minder dagvaardingen uitgebracht, met dien verstande dat er een stijging is van 5,3% ten opzichte van 2018.
| Uitgebrachte dagvaardingen |         |
| -------------------------- | ------- |
| 2016                       | 523.700 |
| 2017                       | 404.500 |
| 2018                       | 392.600 |
| 2019                       | 413.300 |

De dagvaarding staat al jaren ter discussie. Tot nu toe wordt het belang van het uitbrengen van de dagvaarding op zijn waarde geschat, omdat de gerechtsdeurwaarder daarbij (doorgaans) mondeling contact heeft met de gedaagde. De gerechtsdeurwaarder kan bij dat contact de gedaagde desgevraagd informeren over de gang van zaken bij de rechter en de wijze waarop de gedaagde verweer kan voeren als de gedaagde het met de vordering niet eens is.
Bijkomend voordeel van de dagvaarding door een gerechtsdeurwaarder is het feit dat de gerechtsdeurwaarder altijd persoonlijk het adres van een gedaagde bezoekt en daar dus kennis kan nemen van de feitelijke situatie. Zo kan bijvoorbeeld worden voorkomen dat de dagvaarding op het adres van de gedaagde wordt gelaten als ter plaatse blijkt dat de woning bijvoorbeeld leeg en te koop staat. Dit geeft derhalve meer rechtszekerheid dan een oproeping die via postdiensten wordt toegezonden.

### Betekenen
Officiële stukken kunnen, indien gewenst, door een gerechtsdeurwaarder bij exploot betekend worden. Weliswaar komt dit niet vaak voor, maar bij overeenkomsten met grote financiële belangen wordt soms de voorkeur gegeven aan een exploot boven een aangetekende brief.
Ook wanneer de rechter een uitspraak heeft gedaan zal de gerechtsdeurwaarder het vonnis, de beschikking of het arrest op verzoek van de eisende partij betekenen. Door het betekenen wordt degene tegen wie de executoriale titel gericht is geacht bekend te zijn met de inhoud daarvan en gaat bij betekening in persoon, dan wel bij enige daad van bekendheid de verzet termijn lopen.
Wanneer het vonnis uitvoerbaar bij voorraad is, zal de gerechtsdeurwaarder in de regel bij exploot bevel tot betaling doen. Dit bevel tot betaling is een aparte (ambts-)handeling die ook los van de betekening gedaan kan worden. In de praktijk is het echter gebruikelijk om dit in één exploot te doen maar er zijn situaties denkbaar waarbij hiervan wordt afgeweken.

### Opmaken van akten
Net als een notaris kan een gerechtsdeurwaarder akten opstellen ter constatering. Deze akten gelden als rechtsgeldig bewijs wanneer er later onenigheid bestaat over genoemde feiten. Bijvoorbeeld bij beslag op roerende zaken zal een deurwaarder altijd een proces-verbaal in een akte vastleggen.

### Tenuitvoerlegging
Wanneer iemand tegen wie een executoriale titel, zoals een vonnis of een notariële akte, is gewezen niet voldoet aan het bevel, veelal tijdens betekening van de titel, van de gerechtsdeurwaarder, kan de gerechtsdeurwaarder executoriale maatregelen nemen om diegene te dwingen tot uitvoer van de veroordeling. Bij een veroordeling tot betaling kan een gerechtsdeurwaarder dit doen door beslag.
Wanneer een huurovereenkomst door de rechter is ontbonden, dan kan dat een ontruiming van het gehuurde tot gevolg hebben. Een dergelijke ontruiming kan alleen door een gerechtsdeurwaarder geschieden.
Wanneer in een vonnis een doen of een nalaten is bepaald op straffe van een dwangsom, kan de gerechtsdeurwaarder deze dwangsommen innen. Dwangsommen verbeuren echter pas na betekening van de titel. Als de dwangsommen geen effect sorteren, kan de deurwaarder ook overgaan tot civiele gijzeling, ook wel 'lijfsdwang' genoemd. Voor dat laatste heeft de gerechtsdeurwaarder wel aparte machtiging van de rechter nodig.
Een gijzeling kan alleen worden opgelegd in het geval dat de geëxecuteerde redelijkerwijs in staat is om aan het vonnis te voldoen. Voor geldvorderingen kan iemand niet in gijzeling worden genomen, met uitzondering van uitkeringen voor levensonderhoud zoals alimentatie.

### Toezicht houden en orde handhaven
Een gerechtsdeurwaarder heeft verder als ambtelijke taken:
- toezicht houden bij openbare verkopen (veilingen), met uitzondering van onroerende zaken.

Met de invoering van de Gerechtsdeurwaarderswet in 2001 is de accreditering van de gerechtsdeurwaarder bij uitsluitend één bepaald gerecht (kantongerecht, arrondissementsrechtbank, gerechtshof of Hoge Raad) komen te vervallen. Sindsdien heeft de gerechtsdeurwaarder in plaats van een standplaats een plaats van vestiging.
Door het vervallen van de accreditering bij een gerecht, is tevens de historische taak van de gerechtsdeurwaarder - deurwaarder betekent immers deurvrijwaarder, deurwachter - om de orde gedurende de zittingen van het gerecht te handhaven komen te vervallen. Deze taak wordt sinds de invoering van de Gerechtsdeurwaarderswet uitgeoefend door gerechtsbodes en/of overig personeel.

### Kosten ambtelijke taken deurwaarder
Voor het verrichten van ambtshandelingen mag de deurwaarder kosten in rekening brengen. De kosten die een gerechtsdeurwaarder mag rekenen zijn wettelijk vastgelegd in het Besluit Tarieven Ambtshandelingen Gerechtsdeurwaarders. De deurwaarderskosten worden in principe doorberekend aan de schuldenaar of aan de partij die door de rechter in het ongelijk wordt gesteld.

## Niet-ambtelijke taken
De meeste gerechtsdeurwaarders zijn naast hun ambtelijke taken ook zelfstandig ondernemer. Hierbij valt te denken aan buitengerechtelijke incassowerkzaamheden, juridisch advies, het opstellen van algemene voorwaarden en dergelijke of in Nederland ook juridische bijstand in procedures voor de kantonrechter.
In België kan de gerechtsdeurwaarder door de beslagrechter ook benoemd worden om het gerechtelijk mandaat van "schuldbemiddelaar" uit te oefenen in het kader van een procedure "Collectieve Schuldenregeling" (CSR). Deze procedure is te vergelijken met de schuldsaneringsregeling van de "Wet schuldsanering natuurlijke personen" (Wsnp) in Nederland.

## Toezicht
In Nederland regelt het Bureau Financieel Toezicht het toezicht op de gerechtsdeurwaarder.
In België  worden de tarieven van gerechtsdeurwaarders opgevolgd door het Prijzenobservatorium, dat in een rapport van 2023 “ongepaste marktpraktijken” vaststelde in de sector, vanwege onduidelijke regels en verouderde tarieven.

## Vereisten (Nederland)
Tot gerechtsdeurwaarder is slechts benoembaar degene die:
1. De Nederlandse nationaliteit bezit of de nationaliteit van een andere lidstaat van de Europese Unie, van een overige staat die partij is bij de Overeenkomst betreffende de Europese Economische Ruimte of van de Zwitserse Bondsstaat;
2. Met goed gevolg een door Onze Minister erkende opleiding ter voorbereiding op het beroep van gerechtsdeurwaarder heeft doorlopen;
3. De stage heeft doorlopen;
4. De Nederlandse taal in voldoende mate beheerst voor een goede uitoefening van het ambt van gerechtsdeurwaarder;
5. In de hoedanigheid van toegevoegd gerechtsdeurwaarder of kandidaat-gerechtsdeurwaarder gedurende het jaar voorafgaande aan zijn verzoek tot benoeming gemiddeld ten minste 21 uur per week werkzaam is geweest;
6. In het bezit is van een ondernemingsplan;
7. In het bezit is van een verklaring omtrent het gedrag afgegeven volgens de Wet justitiële en strafvorderlijke gegevens en die niet ouder is dan drie maanden, dan wel indien betrokkene niet de Nederlandse nationaliteit bezit, een met een verklaring omtrent het gedrag gelijk te stellen verklaring afgegeven door het daartoe bevoegde gezag in de staat van herkomst.

## Vereisten (België)
Gerechtsdeurwaarders worden door de Koning benoemd (art. 509 van het Gerechtelijk Wetboek).
Om tot kandidaat-gerechtsdeurwaarder benoemd te kunnen worden moet men (art. 510 van het Gerechtelijk Wetboek)
1. houder zijn van het diploma van doctor, licentiaat of master in de rechten;
2. een uittreksel uit het strafregister kunnen voorleggen dat dateert van na de bekendmaking van de oproep bedoeld in § 2, tweede lid;
3. Belg zijn en de burgerlijke en politieke rechten genieten;
4. houder zijn van het in artikel 511 bedoelde stagecertificaat;
5. voorkomen op de in artikel 513, § 5, bedoelde definitieve lijst.

Om een stagecertificaat te verkrijgen, moet de betrokkene een effectieve stage hebben volbracht van twee volle jaren zonder onderbreking in een of meer kantoren van een gerechtsdeurwaarder stagemeester.
Om tot kandidaat-gerechtsdeurwaarder benoemd te kunnen worden, dient de betrokkene minstens 60% te behalen op en schriftelijk examen en minstens %50 te behalen op een mondeling examen. Beide examens worden jaarlijks georganiseerd door de benoemingscommissie. Dit examen betreft een vergelijkend examen. De geslaagden worden dan ook gerangschikt en de benoemingen geschieden dan ook naargelang de openstaande plaatsen.
Om tot gerechtsdeurwaarder benoemd te kunnen worden moet men (art. 515 van het Gerechtelijk Wetboek) minstens vijf jaar kandidaat-gerechtsdeurwaarder zijn.

## Noot
1. ↑  Jaarverslag 2006, Koninklijke Beroepsorganisatie van Gerechtsdeurwaarders
2. ↑  GDW.magazine voorjaar 2020, p.22
3. ↑  Ministerie van Binnenlandse Zaken en Koninkrijksrelaties, Besluit tarieven ambtshandelingen gerechtsdeurwaarders. wetten.overheid.nl. Gearchiveerd op 20 december 2021. Geraadpleegd op 20 december 2021.
4. ↑  Jesse Frederik, Nog geen vier man houden toezicht op alle deurwaarders van Nederland (en dat is te weinig). De Correspondent (26 juni 2018).
5. ↑  Ongepaste marktpraktijken en verouderde tarieven bij deurwaarders: nood aan hervormingen. De Tijd (27 juli 2023). Gearchiveerd op 28 juli 2023.
6. ↑  De marktwerking van de sector van de gerechtsdeurwaarders in België. FOD Economie (27 juli 2023).